# くぅ (ミュージシャン)
くぅ（1999年〈平成11年〉3月3日 - 2024年〈令和6年〉5月12日）は、日本のシンガーソングライター、ギタリスト、ボカロP。ロックバンド・NEEのボーカリスト・ギタリストである。本名は村上 蔵馬（むらかみ くらま）。広島県出身。

## 来歴
中学2年生の頃にインストバンド・indigo jam unitのライブに行ったのがきっかけで音楽に興味を持つようになる。最初はドラムを演奏していたが、RADWIMPS「君と羊と青」のライブ映像を見て、ギターを始める。その後、地元でバンドをいくつか結成した。
しかし、「上手い人達とバンドが組みたい」という理由で上京し、2017年に「オレンジパプリカ」を結成。その後「nee」に改名し、2020年4月には大文字の「NEE」に改名した。
2021年8月25日に発売されたHey! Say! JUMPの30thシングル『群青ランナウェイ』の表題曲の作詞・作曲を担当。自身初の楽曲提供となった。
2021年9月、NEEが1stアルバム『NEE』を、ビクターエンタテインメント内のレーベル・Getting Betterより発売し、メジャーデビューした。
2024年5月12日、東京都内の病院で死去した。25歳没。訃報は同月20日に発表された。
2024年6月28日から30日まで、UNIVERSAL MUSIC STORE HARAJUKUで追悼展が開催された。

## 作品

### 村上蔵馬名義

#### ミュージックビデオ
| 公開日        | タイトル               | 動画        |
| ------------- | ---------------------- | ----------- |
| 2019年5月29日 | 天誅令和／flower       | [ 動画 1 ]  |
| 2020年1月1日  | ヲーアイニー／flower   | [ 動画 2 ]  |
| 2020年1月1日  | 頓珍漢／flower         | [ 動画 3 ]  |
| 2020年1月2日  | パッション／flower     | [ 動画 4 ]  |
| 2020年1月8日  | pappii／flower         | [ 動画 5 ]  |
| 2020年1月24日 | 籠り唄／flower         | [ 動画 6 ]  |
| 2020年6月21日 | 膝小僧Remix ver/flower | [ 動画 7 ]  |
| 2020年7月8日  | Lilisu／flower         | [ 動画 8 ]  |
| 2021年1月10日 | GOコロンビア           | [ 動画 9 ]  |
| 2021年2月18日 | 人外                   | [ 動画 10 ] |
| 2021年8月28日 | 昨日のパレード         | [ 動画 11 ] |
| 2022年3月3日  | ぐんないマーチ         | [ 動画 12 ] |

## 楽曲提供
| 発売日        | タイトル                 | アーティスト     | 収録作品         | 備考                       |
| ------------- | ------------------------ | ---------------- | ---------------- | -------------------------- |
| 2021年8月25日 | 群青ランナウェイ         | Hey! Say! JUMP   | 群青ランナウェイ | 作詞・作曲・共編曲を担当。 |
| 2022年7月6日  | DREAM BABY / センラ      | 浦島坂田船       | Toni9ht          | 作詞・作曲・編曲を担当。   |
| 2023年6月14日 | やんぐわーるど prod. NEE | キタニタツヤ     | LOVE: AMPLIFIED  | 作詞・作曲を担当。         |
| 2024年5月29日 | スノーノワール           | 三月のパンタシア | スノーノワール   | 共作詞・作曲・編曲を担当。 |

### 動画
1. ↑  『天誅令和／flower』2019年5月29日。2024年7月16日閲覧。
2. ↑  『ヲーアイニー／flower』2020年1月1日。2024年7月16日閲覧。
3. ↑  『頓珍漢／flower』2020年1月1日。2024年7月16日閲覧。
4. ↑  『パッション／flower』2020年1月2日。2024年7月16日閲覧。
5. ↑  『pappii／flower』2020年1月8日。2024年7月16日閲覧。
6. ↑  『籠り唄／flower』2020年1月24日。2024年7月16日閲覧。
7. ↑  『膝小僧Remix ver/flower』2020年6月21日。2024年7月16日閲覧。
8. ↑  『Lilisu／flower』2020年7月8日。2024年7月16日閲覧。
9. ↑  『GOコロンビア』2021年1月10日。2024年7月16日閲覧。
10. ↑  『人外』2021年2月18日。2024年7月16日閲覧。
11. ↑  『昨日のパレード』2021年8月28日。2024年7月16日閲覧。
12. ↑  『ぐんないマーチ』2022年3月3日。2024年7月16日閲覧。